# Snežeče
Snežeče – wieś w Słowenii, w gminie Brda. W 2018 roku liczyła 46 mieszkańców.